# Бандпей-е Шаркі
36°10′00″ пн. ш. 52°36′00″ сх. д. / 36.166666666667° пн. ш. 52.6° сх. д.
Район Бандпі-е Шаркі (перс. بخش بندپی شرقی) — адміністративна одиниця в шагрестані Баболь провінції Мазандаран на півночі Ірану. Адміністративним центром є місто Галуга.

## Демографія
Згідно з національним переписом 2006 року населення району становило 32 522 особи у 8243 домогосподарствах. Наступний перепис 2011 року нарахував 33 508 осіб у 9 491 домогосподарстві. За даними перепису 2016 року, населення району становило 35 232 мешканці в 11 301 домогосподарстві.

## Адміністративний поділ
| Адміністративний поділ | 2006   | 2011   | 2016   |
| ---------------------- | ------ | ------ | ------ |
| Фірузджа               | 3201   | 3019   | 2600   |
| Саджадруд              | 26 809 | 27 846 | 25 724 |
| Галуга (місто)         | 2512   | 2643   | 6908   |
| Всього                 | 32 522 | 33,508 | 35,232 |